# Antonio de la Rosa Vázquez
Antonio de la Rosa Vázquez (6 de desembre de 1917 - Barcelona, 27 d'abril de 2004) fou un advocat de l'Estat, exsecretari del Consorci de la Zona Franca i antic capità franquista de la Legió. És pare de l'empresari Javier de la Rosa.

## Espoli del Consorci de la Zona Franca
Amb l'arribada de la democràcia espanyola, es va destapar el cas de corrupció més important del postfranquisme a Catalunya. Antonio de la Rosa, secretari general del Consorci de la Zona Franca de Barcelona, havia orquestrat un desfalc colossal amb la compra i venda de terrenys inexistents. En el judici es va demostrar que l'apropiació de diners de l'erari públic rondava els 1.230 milions de pessetes.
Antonio, junt amb José Luis Bruna de Quixano –el delegat del govern en el Consorci– havien desplegat una operació que va durar de 1975 a 1979. Els diners estafats va servir per comprar cotxes de luxe a "senyoretes de companyia", un vaixell recreatiu, una discoteca, diverses finques i també per fer algunes inversions.
L'afer fou destapat per Narcís Serra i Serra quan es va convertir en el primer alcalde democràtic de Barcelona. Bruna va anar a presó, mentre que De la Rosa es va escapolir a Amèrica del Sud. En 1995, el seu fill Javier, va assegurar que el seu pare havia mort d'infart a París.
En 1997, l'Audiència Provincial de Barcelona va arxivar les actuacions pel presumpte frau, després d'haver transcorregut 15 anys des de la data en què es van produir els fets i, per tant, haver prescrit els delictes imputats. Setmanes després es va saber que Antonio de la Rosa havia tornat a Barcelona, on va morir en 2004.